# Montjoux
Pour les articles homonymes, voir Montjou.
Montjoux est une commune française située dans le département de la Drôme, en région Auvergne-Rhône-Alpes.

## Géographie

### Localisation
Montjoux est située dans la vallée du Lez, affluent du Rhône, à 6 km au sud de Dieulefit (chef-lieu de canton).

### Relief et géologie
La commune s'inscrit dans le relief vallonné du massif des Baronnies des Préalpes françaises.
Sites particuliers :

### Hydrographie
La commune de Montjoux se situe en totalité dans le bassin versant du Lez, affluent direct du Rhône.
Le Lez a deux affluents en rive droite sur la commune :
- le Ruisseau de Combe Maret[2] ;
- la Veyssanne[3].

### Climat
Pour des articles plus généraux, voir Climat d'Auvergne-Rhône-Alpes et Climat de la Drôme.
En 2010, le climat de la commune est de type climat méditerranéen altéré, selon une étude du CNRS s'appuyant sur une série de données couvrant la période 1971-2000. En 2020, Météo-France publie une typologie des climats de la France métropolitaine dans laquelle la commune est exposée à un climat de montagne ou de marges de montagne et est dans la région climatique  Alpes du sud, caractérisée par une pluviométrie annuelle de 850 à 1 000 mm, minimale en été. 
Pour la période 1971-2000, la température annuelle moyenne est de 12 °C, avec une amplitude thermique annuelle de 16,4 °C. Le cumul annuel moyen de précipitations est de 952 mm, avec 7,7 jours de précipitations en janvier et 4,1 jours en juillet. Pour la période 1991-2020, la température moyenne annuelle observée sur la station météorologique de Météo-France la plus proche, sur la commune de Bourdeaux à 10 km à vol d'oiseau, est de 11,9 °C et le cumul annuel moyen de précipitations est de 953,4 mm,. Pour l'avenir, les paramètres climatiques de la commune estimés pour 2050 selon différents scénarios d'émission de gaz à effet de serre sont consultables sur un site dédié publié par Météo-France en novembre 2022.

## Urbanisme

### Typologie
Au 1er janvier 2024, Montjoux est catégorisée commune rurale à habitat dispersé, selon la nouvelle grille communale de densité à 7 niveaux définie par l'Insee en 2022.
Elle est située hors unité urbaine et hors attraction des villes,.

### Occupation des sols
L'occupation des sols de la commune, telle qu'elle ressort de la base de données européenne d’occupation biophysique des sols Corine Land Cover (CLC), est marquée par l'importance des forêts et milieux semi-naturels (82,6 % en 2018), en diminution par rapport à 1990 (85,4 %). La répartition détaillée en 2018 est la suivante : forêts (81,7 %), zones agricoles hétérogènes (14,9 %), terres arables (2 %), milieux à végétation arbustive et/ou herbacée (0,8 %), prairies (0,5 %), espaces ouverts, sans ou avec peu de végétation (0,1 %). L'évolution de l’occupation des sols de la commune et de ses infrastructures peut être observée sur les différentes représentations cartographiques du territoire : la carte de Cassini (XVIIIe siècle), la carte d'état-major (1820-1866) et les cartes ou photos aériennes de l'IGN pour la période actuelle (1950 à aujourd'hui).

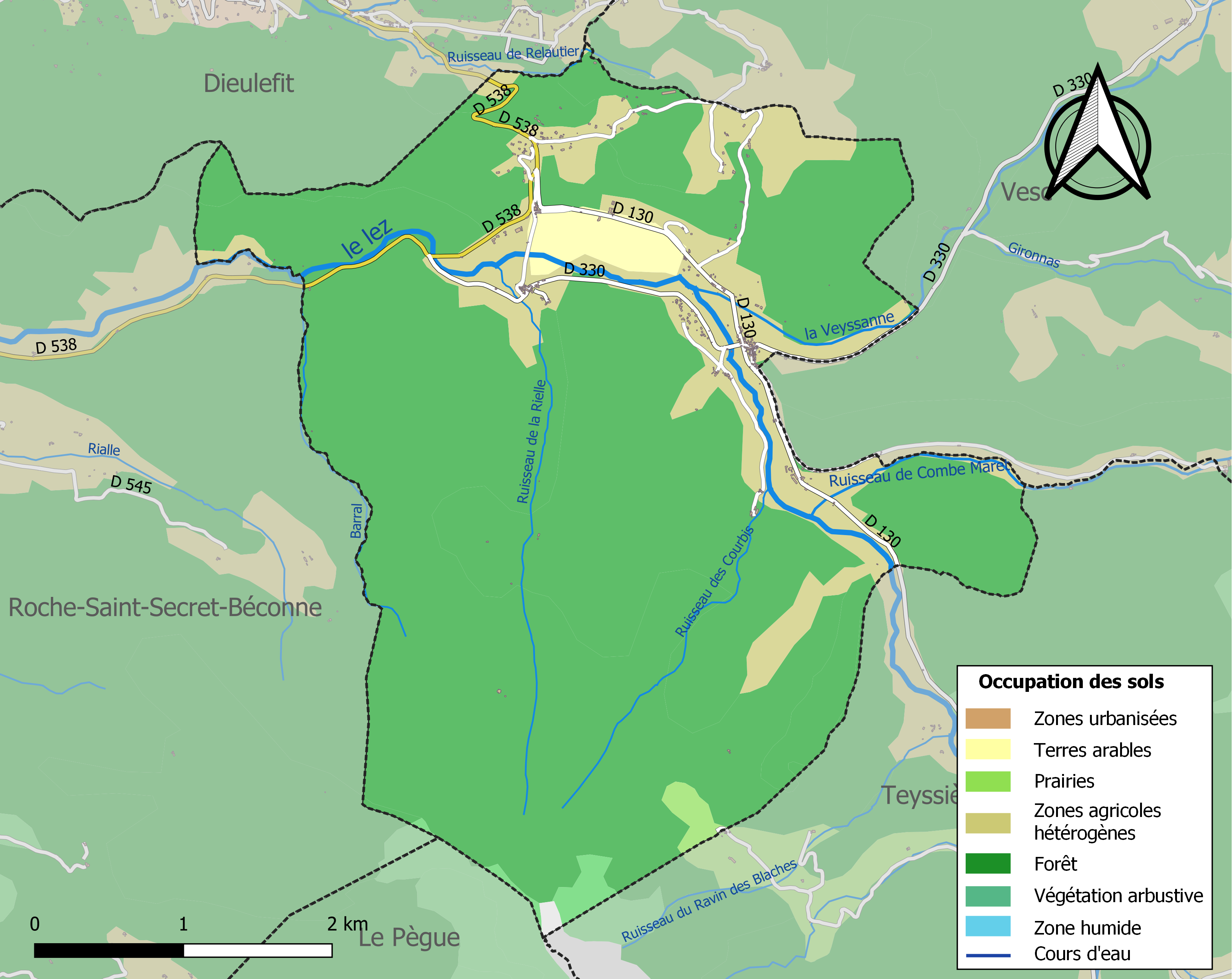
Carte des infrastructures et de l'occupation des sols de la commune en 2018 (CLC).

### Morphologie urbaine
Le village de Montjoux est implanté sur les premières pentes des contreforts nord de la montagne de la Lance entre le Serre Glaise et la montagne de Lusset au débouché du ravin de la Rielle.

#### Quartiers, hameaux et lieux-dits
Site Géoportail (carte IGN) :
- Barjol
- Bel-Air
- Candy
- Chastan
- Château de Montjoux
- Combaurie
- Froment
- la Paillette
- la Plate
- la Tour
- le Devès
- les Catinoux
- les Courbis
- le Serre de Turc
- les Ravoux
- les Villes
- Moulin
- Tanville

Le hameau de La Paillette est implanté au confluent des vallées du Lez et de la Veyssanne, au pied de la colline de Feyssole.

Il est le centre administratif et commercial de la commune, avec la mairie, l'école, le bar-restaurant, et la boulangerie-épicerie.

### Logement
La commune comptait 199 logements en 2008 dont 135 résidences principales. En 1999, il n'y avait respectivement que 168 logements et 116 résidences principales.
Les résidences secondaires, au nombre de 64, représentent 32,3 % du parc de logements en 2008. Ce nombre ainsi que la proportion est en hausse, puisqu'ils étaient respectivement de 44 et 26,2 % en 1999.

### Voies de communication et transports
La commune de Montjoux est traversée par la route départementale 538 axe principal qui relie Dieulefit à Nyons mais celle-ci reste à l'écart des bourgs de la commune qui y sont reliés par des voies secondaires.

Le village de Montjoux est traversé par la route départementale 330. Le hameau de la Paillette est situé au carrefour entre les routes départementales 130 et 330.
Par la route départementale 538, il est possible de rejoindre la route départementale 540. Cet itinéraire d'une trentaine de kilomètres permet d'atteindre la vallée du Rhône où se trouve l'autoroute A7 et le centre économique de Montélimar et sa gare desservie par les TGV et TER.
La commune est desservie au niveau du hameau du Serre de Turc par la ligne d'autocars 35 (Montélimar-Dieulefit-Valréas). Cette desserte se limite aux jours ouvrables, et uniquement en période scolaire.

### Risques naturels et technologiques

#### Inondations
Le Lez et ses affluents constituent un risque d'inondation connu et bénéficient d'un PPRI approuvé le 18 décembre 2006.

#### Risques sismiques
La commune de Montjoux-La Paillette se trouve en zone de sismicité modérée.

## Toponymie

### Attestations
Dictionnaire topographique du département de la Drôme :
- 1278 : castrum Montis Jovis (inventaire des dauphins, 239).
- 1284 : castrum de Monte Jovis (Valbonnais, II, 118).
- XIVe siècle : mention de la paroisse : capella Montis Jovis (pouillé de Die).
- 1449 : mention de la paroisse : cura Montis Jovis (pouillé hist.).
- 1509 : mention de l'église Saint-Étienne : ecclesia Sancti Stephani Montis Jovis (visites épiscopales).
- 1540 : Montem Jovem (A. du Rivail, De Allobr., 88).
- 1557 : mention de l'église Saint-Étienne : Saint-Estienne de Montjoux (archives de la Drôme, E 1984).
- XVIe siècle : Monioux (rôle de tailles).
- 1644 : Montjous (visites épiscopales).
- 1891 : Montjoux, commune du canton de Dieulefit.

### Étymologie
La première partie du toponyme provient du latin mons « montagne, mont, élévation » qui peut désigner une simple colline, en pays de plaine.
La commune devrait son nom à un mont ou un temple dédié à Jupiter, (Jovis est le génitif de Jupiter).

## Histoire

### Du Moyen Âge à la Révolution
La seigneurie :
- Au point de vue féodal, Montjoux est une terre (ou seigneurie) du fief des comtes de Valentinois et arrière-fief des dauphins.
- Premièrement possédée par les Isoard d'Aix.
- 1193 : les Agoult cèdent aux Montferrand les quelques droits qu'ils avaient hérités des anciens comtes de Diois.
- 1329 : la terre passe (par mariage) aux princes d'Orange de la maison de Baux.
- 1332 : acquise par les barons de Montauban qui l'inféodent aux Lagier.
- 1334 : passe aux Vesc.
- 1451 : les Vesc acquièrent, des Thollon et des Alleman, certaines parties depuis longtemps détachées. Ils conserveront le tout jusqu'au milieu du XVIe siècle.
- Milieu XVIe siècle : la terre passe (par héritage) aux Forez.
- Elle fait retour aux Vesc.
- 1624 : vendue aux Rigot, derniers seigneurs.

1742 (démographie) : 74 maisons et le même nombre de familles.
Avant 1790, Montjoux était une communauté de l'élection, subdélégation et sénéchaussée de Montélimar.

Elle formait une paroisse du diocèse de Die dont l'église, dédiée à saint Étienne, était celle d'un prieuré séculier dont le titulaire avait droit à la dîme et présentait à la cure.

#### La Paillette
Le toponyme est attesté en 1480 (archives de la Drôme, E 5550). En 1891, c'est un hameau, chef-lieu de la commune de Montjoux.

### De la Révolution à nos jours
En 1790, la commune est comprise dans le canton de Dieulefit.

## Politique et administration

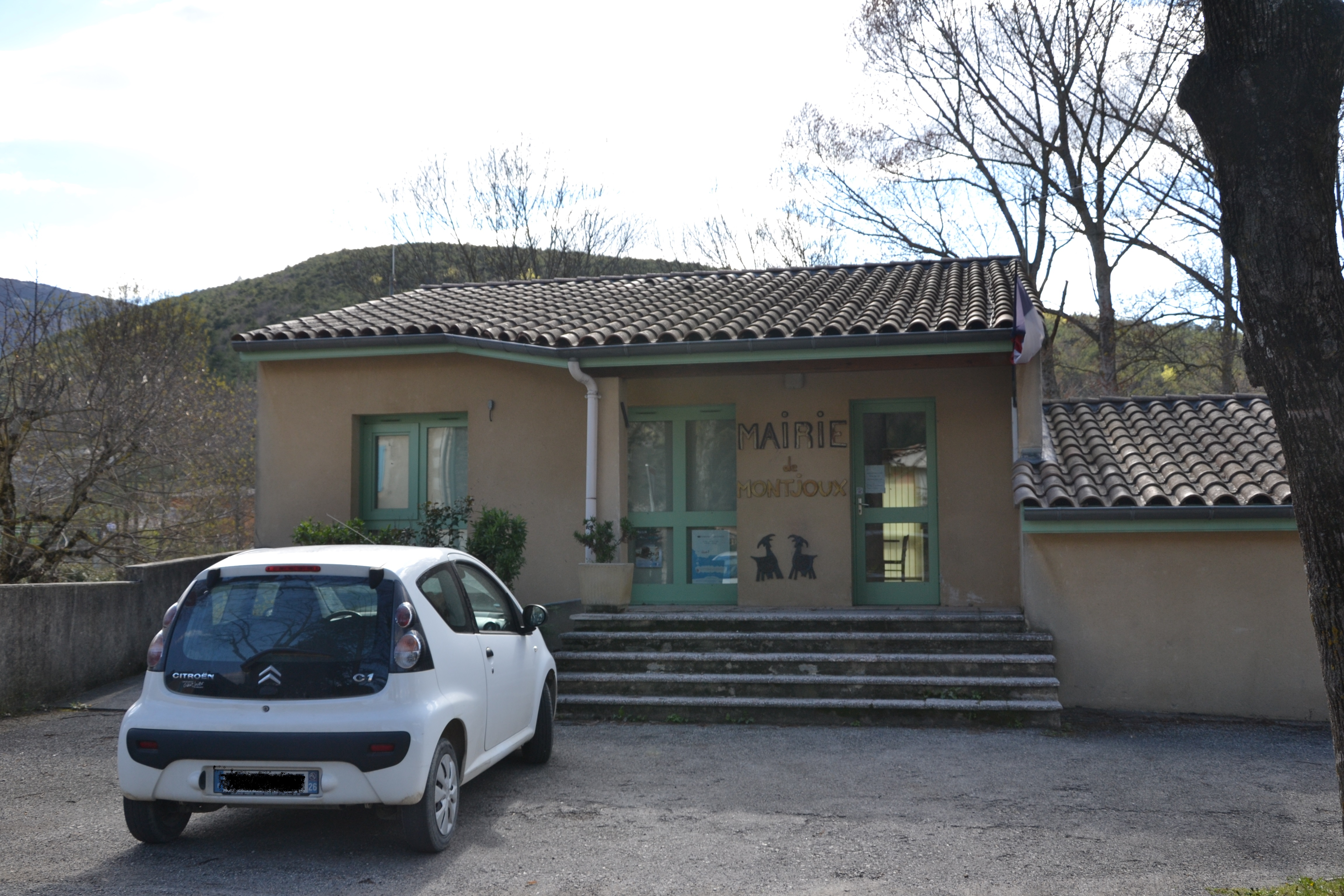
Mairie de Montjoux.

### Liste des maires
| Période                                                                      | Période    | Identité                              | Étiquette        | Qualité                               |
| ---------------------------------------------------------------------------- | ---------- | ------------------------------------- | ---------------- | ------------------------------------- |
| Les données manquantes sont à compléter. : de la Révolution au Second Empire |            |                                       |                  |                                       |
| 1790                                                                         | 1871       | ?                                     |                  |                                       |
| Les données manquantes sont à compléter. : depuis la fin du Second Empire    |            |                                       |                  |                                       |
| 1871                                                                         | 1874       | ?                                     |                  |                                       |
| 1874                                                                         | 1878       | ?                                     |                  |                                       |
| 1878                                                                         | 1884       | ?                                     |                  |                                       |
| 1884                                                                         | 1888       | ?                                     |                  |                                       |
| 1888                                                                         | 1892       | ?                                     |                  |                                       |
| 1892                                                                         | 1896       | ?                                     |                  |                                       |
| 1896                                                                         | 1900       | ?                                     |                  |                                       |
| 1900                                                                         | 1904       | ?                                     |                  |                                       |
| 1904                                                                         | 1908       | ?                                     |                  |                                       |
| 1908                                                                         | 1912       | Léopold Mourier                       | (sans étiquette) | chef cuisinier                        |
| 1912                                                                         | 1913 (mai) | Léopold Mourier                       |                  | maire sortant                         |
| 1913 (élection ?)                                                            | 1919       | ?                                     |                  |                                       |
| 1919                                                                         | 1925       | ?                                     |                  |                                       |
| 1925                                                                         | 1929       | ?                                     |                  |                                       |
| 1929                                                                         | 1935       | ?                                     |                  |                                       |
| 1935                                                                         | 1945       | ?                                     |                  |                                       |
| 1945                                                                         | 1947       | ?                                     |                  |                                       |
| 1947                                                                         | 1953       | ?                                     |                  |                                       |
| 1953                                                                         | 1959       | ?                                     |                  |                                       |
| 1959                                                                         | 1965       | ?                                     |                  |                                       |
| 1965                                                                         | 1971       | ?                                     |                  |                                       |
| 1971                                                                         | 1977       | ?                                     |                  |                                       |
| 1977                                                                         | 1983       | ?                                     |                  |                                       |
| 1983                                                                         | 1989       | ?                                     |                  |                                       |
| 1989                                                                         | 1995       | ?                                     |                  |                                       |
| 1995                                                                         | 2001       | ?                                     |                  |                                       |
| 2001                                                                         | 2008       | Alain Courbis                         | (sans étiquette) | agriculteur                           |
| 2008                                                                         | 2014       | Alain Courbis                         |                  | maire sortant                         |
| 2014                                                                         | 2020       | Philippe Berrard                      | EELV             | professeur, ancien conseiller général |
| 2020                                                                         | En cours   | Philippe Berrard[source insuffisante] |                  |                                       |

### Politique environnementale
La commune de Montjoux est partiellement concernée par deux Zones Naturelles d'Intérêt Écologique Faunistique et Floristique (ZNIEFF) de type I situées au sud et au sud-ouest du territoire communal et une ZNIEFF de type II.
- Les ZNIEFF de type I sont celle de la Montagne de la Lance et de La Charousse et la combe Barral.
- La ZNIEFF de type II est celle des Chaînons occidentaux des Barronies[24].

Six zones humides ont été identifiées, essentiellement en lien avec la rivière Lez et ses affluents.
Le territoire communal est pour la quasi-totalité inscrit dans l'unité paysagère Pays de Roche-St-Secret-Béconne et de Dieulefit, et montagne d'Angèle, et pour une petite partie dans l'unité paysagère Montagne de la Lance.
La commune de Montjoux est concernée par deux contrats de rivière : celui du Lez et ses affluents et celui Roubion - Jabron.

## Population et société

### Démographie
L'évolution du nombre d'habitants est connue à travers les recensements de la population effectués dans la commune depuis 1793. Pour les communes de moins de 10 000 habitants, une enquête de recensement portant sur toute la population est réalisée tous les cinq ans, les populations de référence des années intermédiaires étant quant à elles estimées par interpolation ou extrapolation. Pour la commune, le premier recensement exhaustif entrant dans le cadre du nouveau dispositif a été réalisé en 2007.

En 2022, la commune comptait 322 habitants, en évolution de −5,01 % par rapport à 2016 (Drôme : +2,64 %, France hors Mayotte : +2,11 %).
| 1793 | 1800 | 1806 | 1821 | 1831 | 1836 | 1841 | 1846 | 1851 |
| ---- | ---- | ---- | ---- | ---- | ---- | ---- | ---- | ---- |
| 458  | 414  | 426  | 480  | 514  | 560  | 570  | 506  | 537  |

| 1856 | 1861 | 1866 | 1872 | 1876 | 1881 | 1886 | 1891 | 1896 |
| ---- | ---- | ---- | ---- | ---- | ---- | ---- | ---- | ---- |
| 506  | 500  | 520  | 559  | 526  | 524  | 486  | 420  | 350  |

| 1901 | 1906 | 1911 | 1921 | 1926 | 1931 | 1936 | 1946 | 1954 |
| ---- | ---- | ---- | ---- | ---- | ---- | ---- | ---- | ---- |
| 295  | 272  | 265  | 213  | 217  | 225  | 200  | 185  | 160  |

| 1962 | 1968 | 1975 | 1982 | 1990 | 1999 | 2006 | 2007 | 2012 |
| ---- | ---- | ---- | ---- | ---- | ---- | ---- | ---- | ---- |
| 160  | 158  | 172  | 229  | 252  | 295  | 310  | 312  | 342  |

| 2017 | 2022 | - | - | - | - | - | - | - |
| ---- | ---- | - | - | - | - | - | - | - |
| 332  | 322  | - | - | - | - | - | - | - |

La hausse de la population locale ces dernières décennies est plus lié au desserrement des petites villes voisines qu'au développement de l'activité sur la commune. En effet, on constate une nette dégradation de l'indicateur de concentration d'emploi entre 1999 et 2008 puisqu'il est passé de 36,7 à 34,3. Ceci alors que le nombre d'actif ayant un emploi résidant dans la zone est passé de 120 à 143 sur cette période.

### Enseignement
Montjoux dépend de l'académie de Grenoble. La commune de Montjoux dispose d'une école communale au hameau de La Paillette, qui accueille 18 élèves.

### Manifestations culturelles et festivités
Fête : le 26 décembre.

### Loisirs
- Randonnée : sentiers forestiers[21].
- Centre de pêche[21].
- Chasse[21].

### Sports
- Équitation[21].
- Tennis[21].

### Médias
- Le Dauphiné libéré, quotidien régional.
- L'Agriculture Drômoise, journal d'informations agricoles et rurales couvrant l'ensemble du département de la Drôme.
- France Bleu, radio.

## Économie

### Agriculture
En 1992 : champignons, lavande, pâturages (ovins), porcins, apiculture (miel).
- Produits locaux : paté de grives, fromage Picodon[21].
- Foires : les 29 avril et 3 novembre[21].

Le nombre de sièges d'exploitations agricoles sur la commune est passé de douze en 1998 à dix en 2010. Dans le même temps, la surface agricole utilisée est passée de 284 ha à 329 ha.
- En 1998, les terres labourables représentaient 125 ha, et les surfaces toujours en herbe 147 ha.
- En 2010, le terres labourables représentent 146 ha et les surfaces toujours en herbe 180 ha[30].

### Commerce

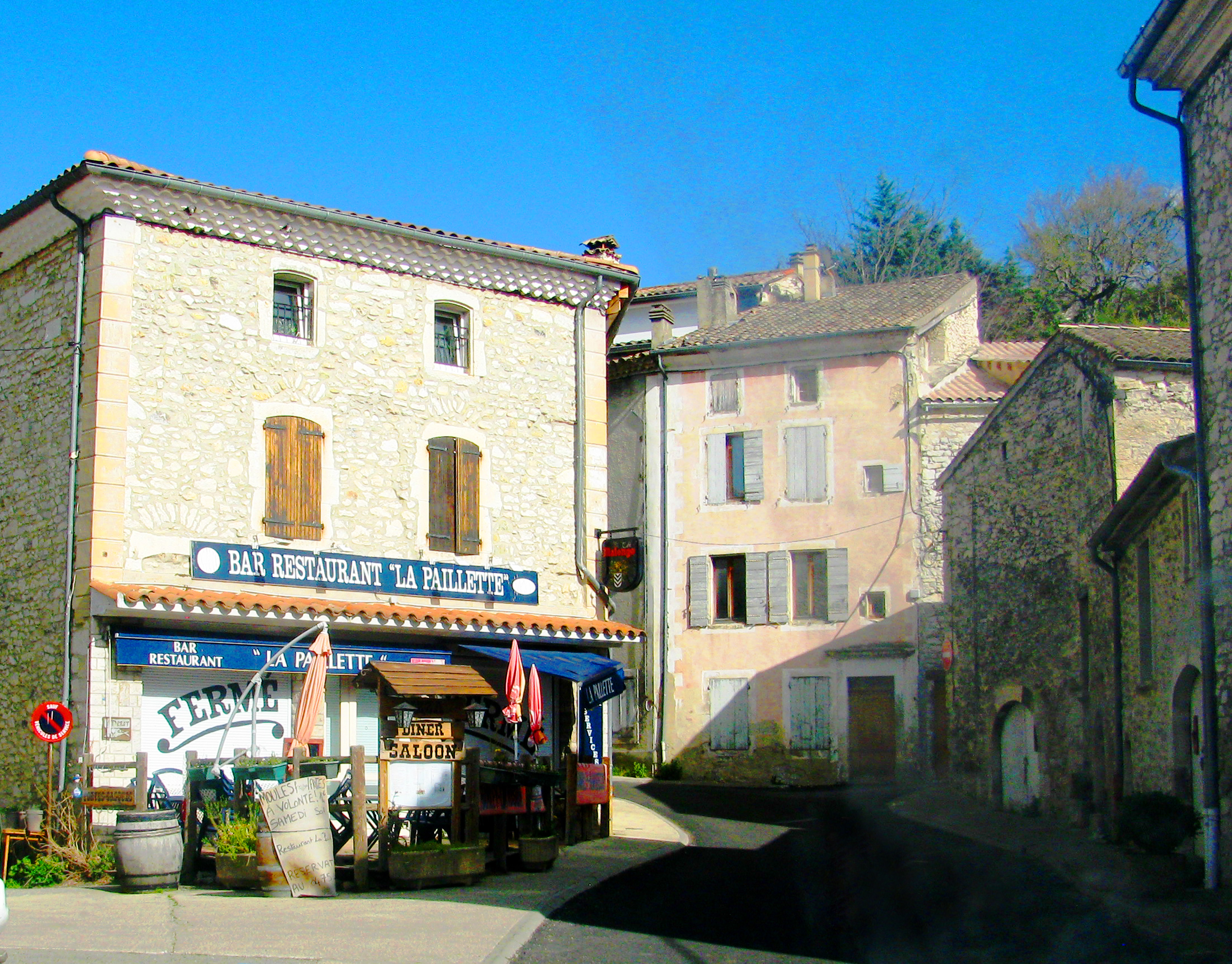
Bar-restaurant La Paillette.

- Le café-restaurant La Paillette porte le label Bistrot de pays[31]. Il adhère a une charte qui a pour but de « contribuer à la conservation et à l’animation du tissu économique et social en milieu rural par le maintien d’un lieu de vie du village »[32].
- La boulangerie de la Paillette permet aux habitants de la région de se fournir en pain frais, viennoiseries et pognes fabriqués sur place. L'activité est complétée par la vente de fruits et légumes, de produits frais et d'épicerie[réf. nécessaire].

## Culture locale et patrimoine

### Lieux et monuments
- Restes du château médiéval perché avec chapelle[réf. nécessaire].
- Château de la fin du XVe siècle, remaniée au XVIIIe siècle[33] dans un style classique[21].
- Église du XVIe siècle : ancien prieuré séculier[21].
- Église paroissiale Saint-Étienne[réf. nécessaire].
- Tour des Catinoux : restes de la maison forte de La Batie-la-Lance[réf. nécessaire].

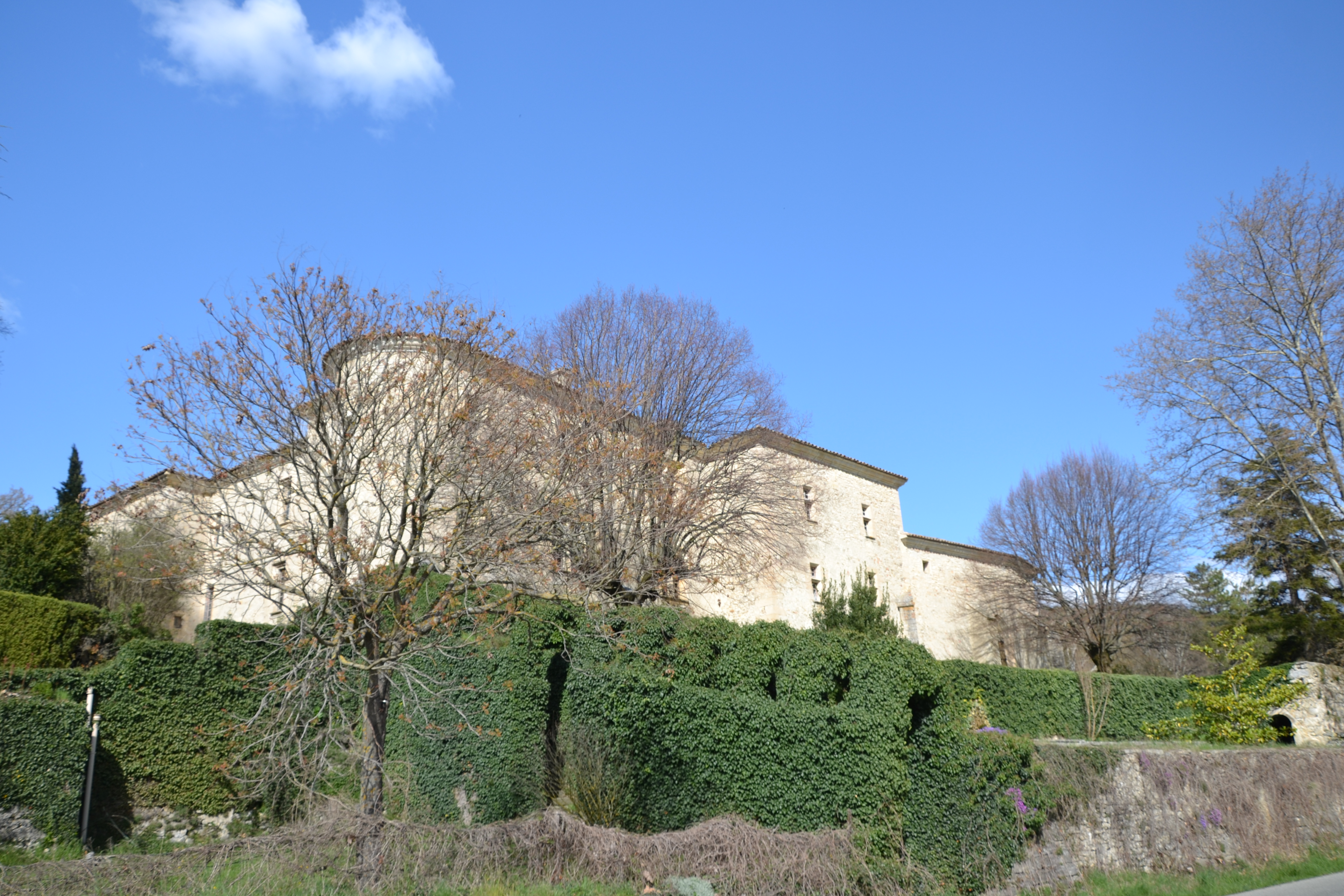
château de Montjoux.
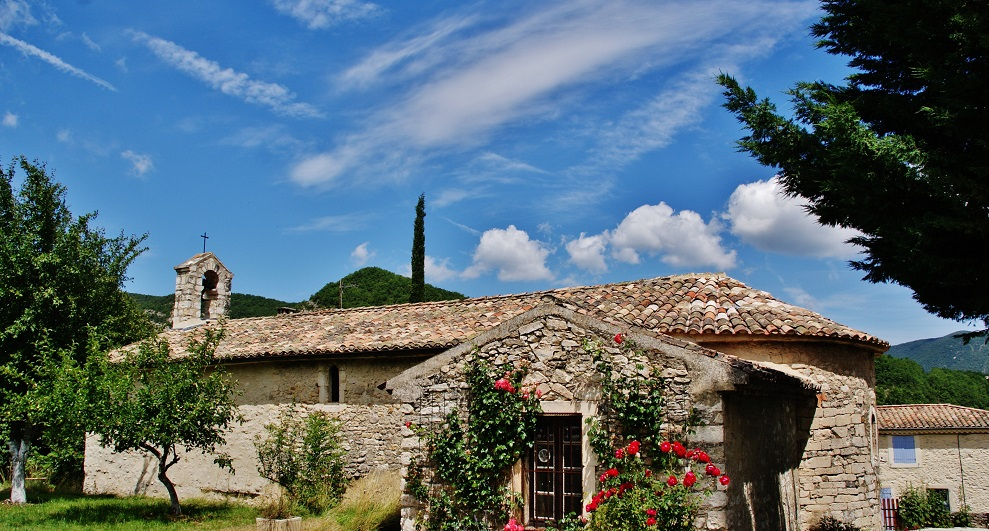
Église Saint-Étienne de Montjoux.
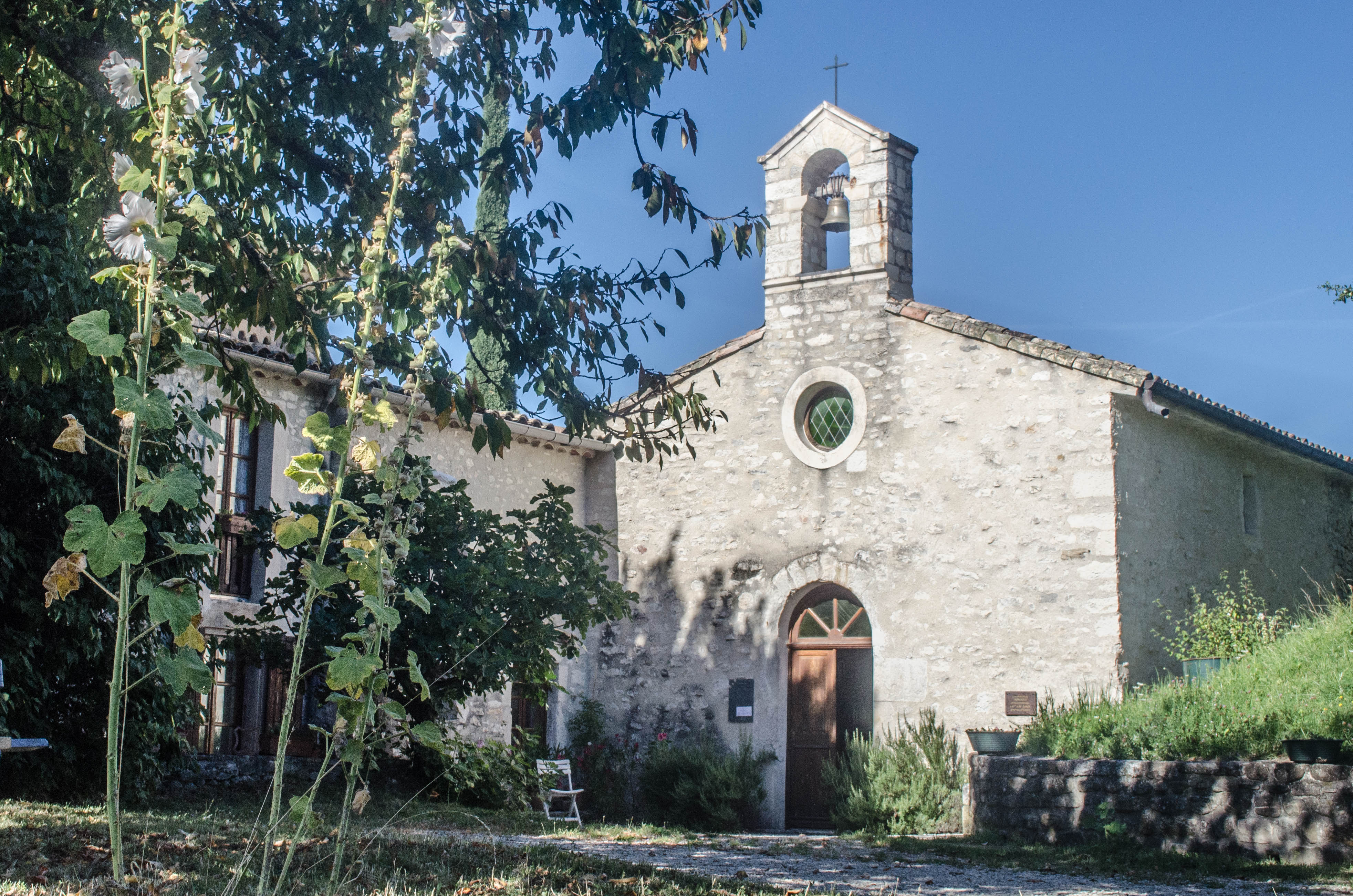
Église Saint-Étienne.

### Patrimoine culturel
- Artisanat d'art : poterie[réf. nécessaire].

### Personnalités liées à la commune
- Léopold Mourier (né en 1862 à Montjoux, mort en 1923) : chef français, restaurateur, gastronome et philanthrope. Légion d'honneur.
- François Soubeyran (1919-2002) : membre du quatuor vocal Les Frères Jacques. Il s'est installé à Montjoux au début des années 1980, lorsque le groupe s'est séparé. Il y est décédé.
- Hervé Le Tellier (1957-) : écrivain français installé à Montjoux[34]. Dans le récit Le nom sur le mur (éd. Gallimard, 2024), l’auteur relate la vie du résistant André Chaix (1924-1944), né à La Paillette Montjoux.

### Héraldique, logotype et devise
|  | Montjoux possède des armoiries dont l'origine et le blasonnement exact ne sont pas disponibles. |